# Roketsan Cirit
CIRIT es un sistema de cohetes de 70 mm guiados por láser que está bajo desarrollo por el fabricante turco de misiles Roketsan. Es uno de los proyectos lanzados por Turquía para equipar a los helicópteros de ataque del ejército turco  T-129 Atak, AH-1P Cobra y AH-1W Super Cobra con capacidades de combate de origen turco.

## Descripción
Cirit es un cohete guiado de 70 mm (2,75 pulgadas) de nueva generación equipado con un buscador láser semiactivo. El buscador y la sección de guía están conectadas a una cabeza de guerra con una munición clase V del tipo insensible. La cabeza de guerra multipropósito tiene una carga combinada perforante de blindaje con un efecto antipersonal mejorado detrás del blindaje y efectos incendiarios. El motor es de un diseño con emisión de humo reducida, y con propiedades de insensiblidad. El Cirit tiene un alcance máximo efectivo guiado de 8 km.

## Desarrollo
El trabajo inicial en el diseño del Cirit comenzó en el año 2004 y fue mostrado por primera vez al público durante la IDEF del año 2007. El nombre del arma se dervia de un juego ecuestre turco tradicional, Cirit, donde dos equipos de jinetes combaten una batalla simulada usando jabalinas de madera.
Roketsan decidió no seguir el camino de otros programas de cohetes guiados de 70 mm (2,75 pulgadas) similares y en cambio desarrolló al Cirit como un proyectil completo y no como un kit adicional de guiado para proyectiles no guiados existentes. Esto hizo que la compañía trabajara en varios componentes nuevos para el cohete incluyendo su buscador láser semiactivo, sistemas de control y de actuación, rodamientos, hardware y software. La cabeza de guerra multipropósito de alto desempeño, el motor cohete y el contenedor específico fueron diseñados y desarrollados por TUBITAK-SAGE.
El Cirit está diseñado para ser usado con los lanzadores de cohetes de 70 mm existentes, tales como el LAU-61, LAU-68, LAU-130, LAU-131, M260 y M261. Roketsan también está desarrollando una nueva serie de lanzadores digitales, de siete y 19 tubos, para tomar ventaja de las capacidades del bus de datos MIL-STD-1760 del Cirit.
12 de enero 2010, El Cirit de Roketsan es el primer cohete guiado por láser de 70 mm que es ataca blancos móviles. El Cirit atacó exitosamente un blanco móvil que estaba moviéndose a 60 km/h mientras que un helicóptero AH-1W Super Cobra, desde el cual se disparó, se estaba desplazando a 220 km/h (120 nudos).

## Proyecciones de exportaciones
Roketsan de Turquía está en conversaciones con oficiales de la Fuerza de Defensa Australiana para la posible venta del Cirit.